# Dracula II: Ascension
Dracula II: Ascension är en amerikansk skräckfilm från 2003 i regi av Patrick Lussier, med Jason Scott Lee, Craig Sheffer och Diane Neal i rollerna.

## Rollista
| Jason Scott Lee    | – Father Uffizi     |
| Craig Sheffer      | – Lowell            |
| Diane Neal         | – Elizabeth Blaine  |
| Khary Payton       | – Kenny             |
| Brande Roderick    | – Tanya             |
| Jason London       | – Luke              |
| Chris Hunter       | – Corello           |
| Tom Kane           | – Doctor            |
| John Light         | – Eric              |
| Stephen Billington | – Dracula II        |
| Roy Scheider       | – Cardinal Siqueros |